# 基特琴基夫卡
49°57′43″N 35°12′43″E / 49.96194°N 35.21194°E
基特琴基夫卡（烏克蘭語：Китченківка）是位於烏克蘭東部的村莊，由哈爾科夫州博霍杜希夫區的克拉斯諾庫特斯克市鎮負責管轄。該村始建於1882年，面積1.57平方公里，海拔高度173米，2001年人口438，人口密度每平方公里279.7人。